# 钱家欢
钱家欢（1923年—1995年），男，浙江湖州人，中国岩土力学和地基工程专家，河海大学教授，第六、七届全国人大代表。